# Electrophaes zaphenges
Electrophaes zaphenges är en fjärilsart som beskrevs av Louis Beethoven Prout 1940. Electrophaes zaphenges ingår i släktet Electrophaes och familjen mätare. Inga underarter finns listade i Catalogue of Life.